# Szojoszan állomás
Szojoszan (Soyosan) állomás föld feletti metróállomás a szöuli metró 1-es vonalán. Nevét a közeli Szojoszan (Soyosan) hegyről kapta.

## Története
Az állomást 1976. január 11-én nyitották meg hagyományos vasútállomásként. 2006-ban a szöuli metró meghosszabbította az 1-es vonalat, aminek Szojoszan (Soyosan) lett a végállomása, az állomás ekkor kapott új épületet.

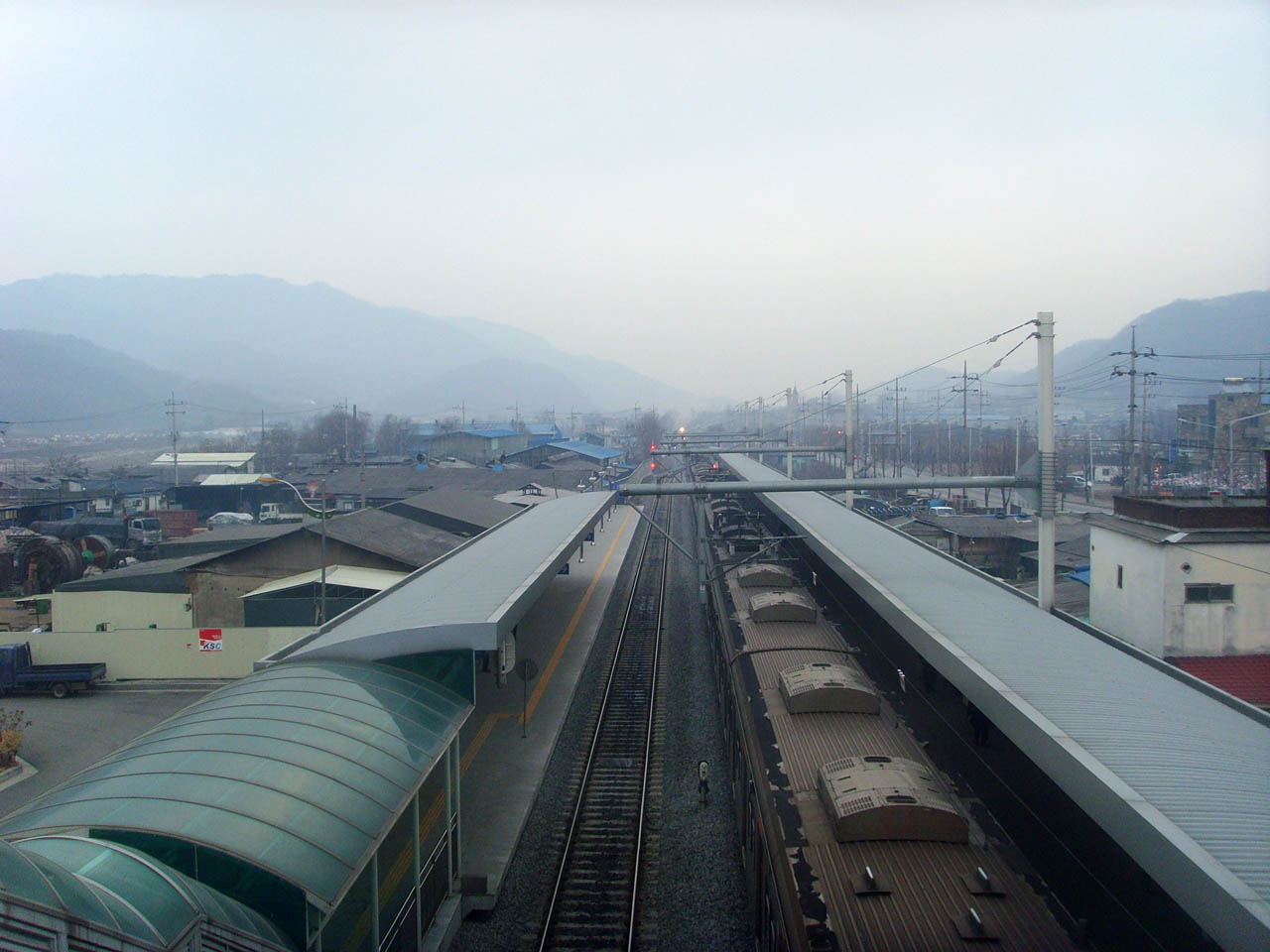
Szojoszan (Soyosan) állomás
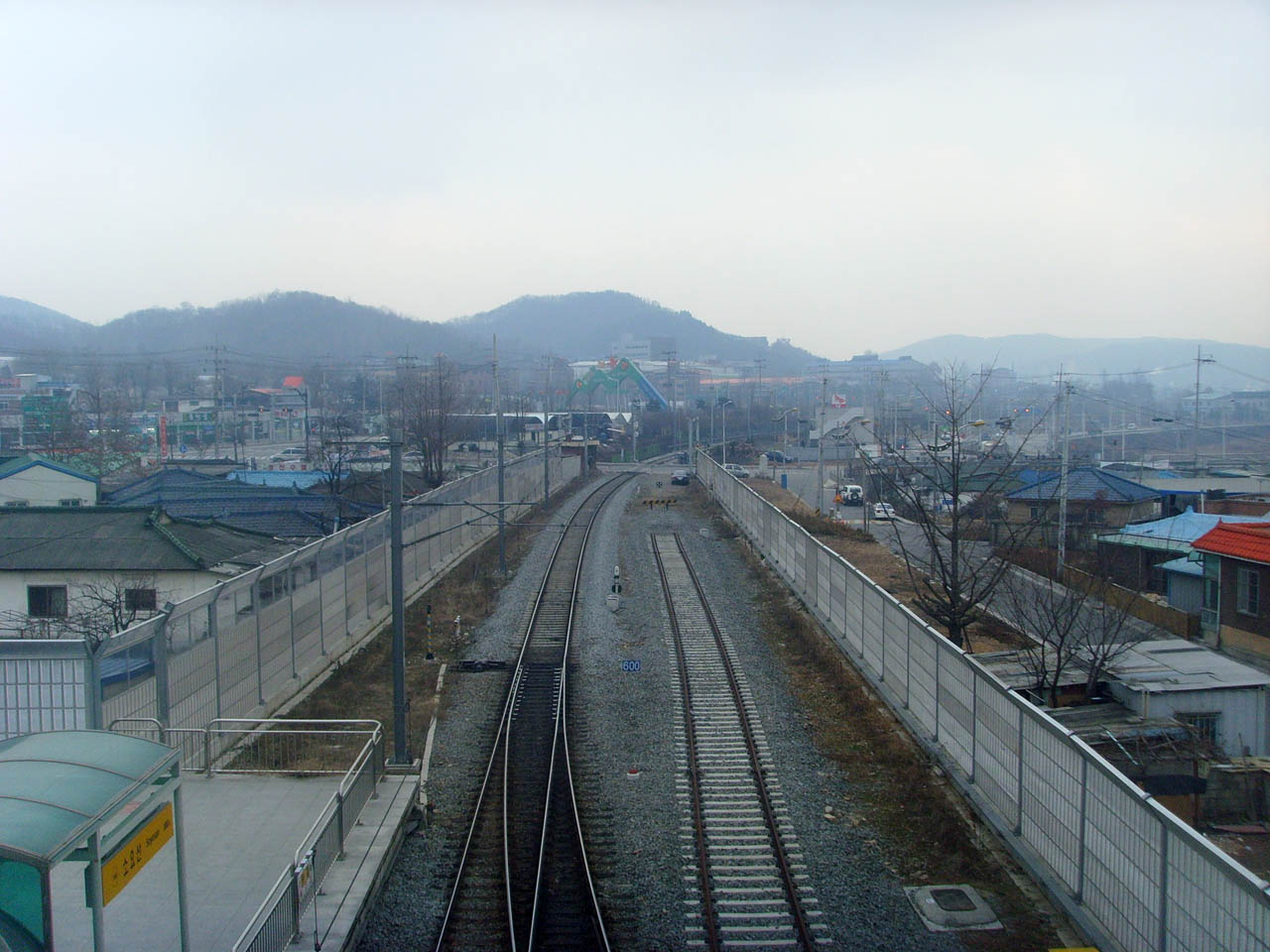
Tongducshon (Dongducheon) felé

## Vágányok
| # | Vonal                      | Vonattípus          | Irány                                                                                                 |
| - | -------------------------- | ------------------- | --- |
| 1 | Kjongvon (Gyeongwon) vonal | 1-es metró          | Tongducshon (Dongducheon) – Idzsongbu (Uijeongbu) – Cshongnjangni (Cheongnyangni) – Incshon (Incheon) |
| 2 | Kjongvon (Gyeongwon) vonal | Thonggun (Tonggeun) | Csongok (Jeongok) – Joncshon (Yeoncheon) – Sinthan-ri (Sintan-ri) – Tongducshon (Dongducheon)         |

## Viszonylatok
| 1-es vonal                                        | 1-es vonal                   | 1-es vonal                                                 |
| ------------------------------------------------- | ---------------------------- | ---------------------------------------------------------- |
| végállomás                                        | Kjongvon (Gyeongwon) szakasz | Tongducshon (Dongducheon) Incshon (Incheon) felé           |
| Korail                                            |                              |                                                            |
| Tongducshon (Dongducheon) Jongszan (Yongsan) felé | Kjongvon (Gyeongwon) vonal   | Cshoszong-ri (Choseong-ri) Pengmagodzsi (Baengmagoji) felé |